# John Clem
John Joseph Clem, detto Lincoln (Newark, 13 agosto 1851 – San Antonio, 13 maggio 1937), è stato un generale statunitense che servì come tamburino dell'Unione nella guerra di secessione americana.
Si guadagnò una notevole fama per il suo coraggio dimostrato sui campi di battaglia, diventando il più giovane sottufficiale dell'United States Army dell'intera storia militare degli Stati Uniti d'America

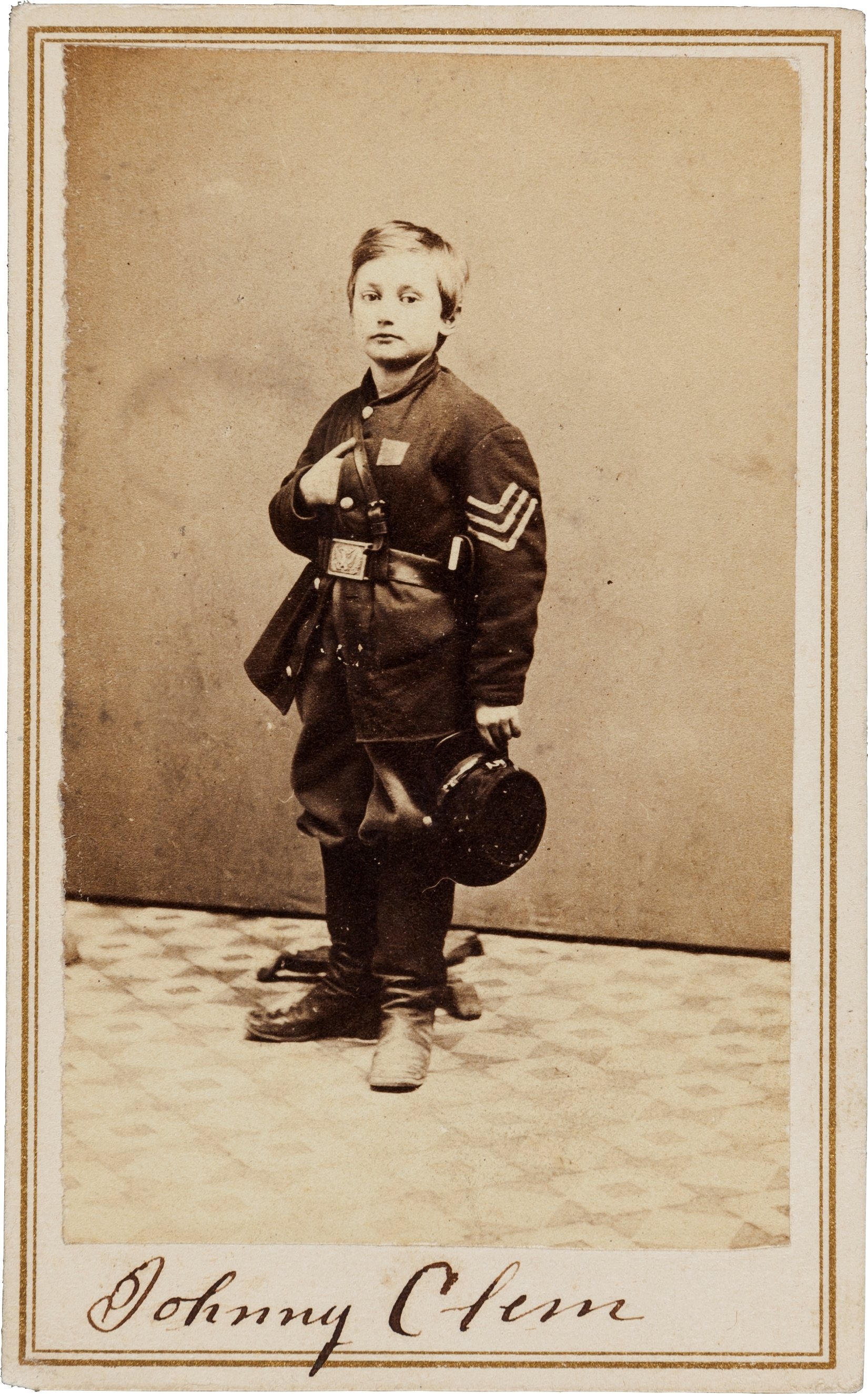
John Clem a 11 anni come sergente dell'esercito unionista

Si ritirò dalle forze armate nel 1915, dopo aver raggiunto il grado di brigadier generale nel Corpo dei Quartiermastri generali; era allora l'ultimo veterano della Guerra civile ancora in servizio nelle United States Armed Forces. Con un atto speciale del Congresso datato 29 agosto del 1916, venne promosso al grado militare di maggior generale un anno dopo il suo definitivo ritiro.
È sepolto nel cimitero nazionale di Arlington.